# Шишкин, Дмитрий Игоревич
Дмитрий Игоревич Шишкин (род. 12 февраля 1992, Челябинск) — российский пианист.
Сын фортепианного педагога. Начал заниматься музыкой ещё до трёхлетнего возраста, в возрасте шести лет стал лауреатом конкурса юных пианистов в Челябинске, в 2004 г. выиграл конкурс юных пианистов «Щелкунчик». Окончил Школу имени Гнесиных по классу Михаила Хохлова, затем Московскую консерваторию (2015) по классу Элисо Вирсаладзе. Лауреат многих международных конкурсов, в том числе третья премия Конкурса имени Бузони (2013) и шестая премия Конкурса имени Шопена (2015). В 2018 году выиграл Международный конкурс исполнителей в Женеве, разделив первое место с французом Тео Фушенре. В 2019 году стал лауреатом XVI международного конкурса им. П. И. Чайковского (2-я премия).
В настоящее время живёт в Швейцарии.